# نیکلاس گورتلر
نیکلاس گورتلر (انگلیسی: Nicolas Görtler؛ زادهٔ ۸ مارس ۱۹۹۰) بازیکن فوتبال اهل آلمان است.
از باشگاه‌هایی که در آن بازی کرده‌است می‌توان به باشگاه فوتبال نورنبرگ، باشگاه فوتبال وهن ویسبادن، و باشگاه فوتبال آینتراخت بامبرگ اشاره کرد.